# Примак Степан Максимович
Примак Степан Максимович (нар. 26 травня 1927 — 2002) — український радянський залізничник, Герой Соціалістичної Праці (1971).

## Біографія
Народився 26 травня 1927 року. Занінчив Залізничний технікум (Кременчук). Слюсар-автоматник локомотивного депо станції Гребінка Південної залізниці. Звання Героя Соціалістичної Праці одержав 04.05.1971 р. 

## Вшанування пам'яті
- У 1989 р. на будівлі Залізничного технікуму (Кременчук) була розміщена чавунна меморіальна дошка, присвячена випускникам - Героям Соціалістичної Праці Даниленко Костянтин Іванович, Камірний Василь Гнатович, Кривоніс Петро Федорович, Примак Степан Максимович, Шаповал Надія Семенівна.

У 2004 р. замінена меморіальною дошкою сіро-рожевого полірованою граніту. Справа вгорі зірка Героя, зліва внизу символ транспортників - колесо з крилами, з’єднані між собою жмутком колосків, перевитих стрічкою. Текст у 7 рядків: «Тут навчалися Герої Соціалістичної Праці Даниленко Костянтин Іванович, Камірний Василь Гнатович, Кривоніс Петро Федорович, Примак Степан Максимович, Шаповал Надія Семенівна».